# Heinrich Vierordt (Schriftsteller)

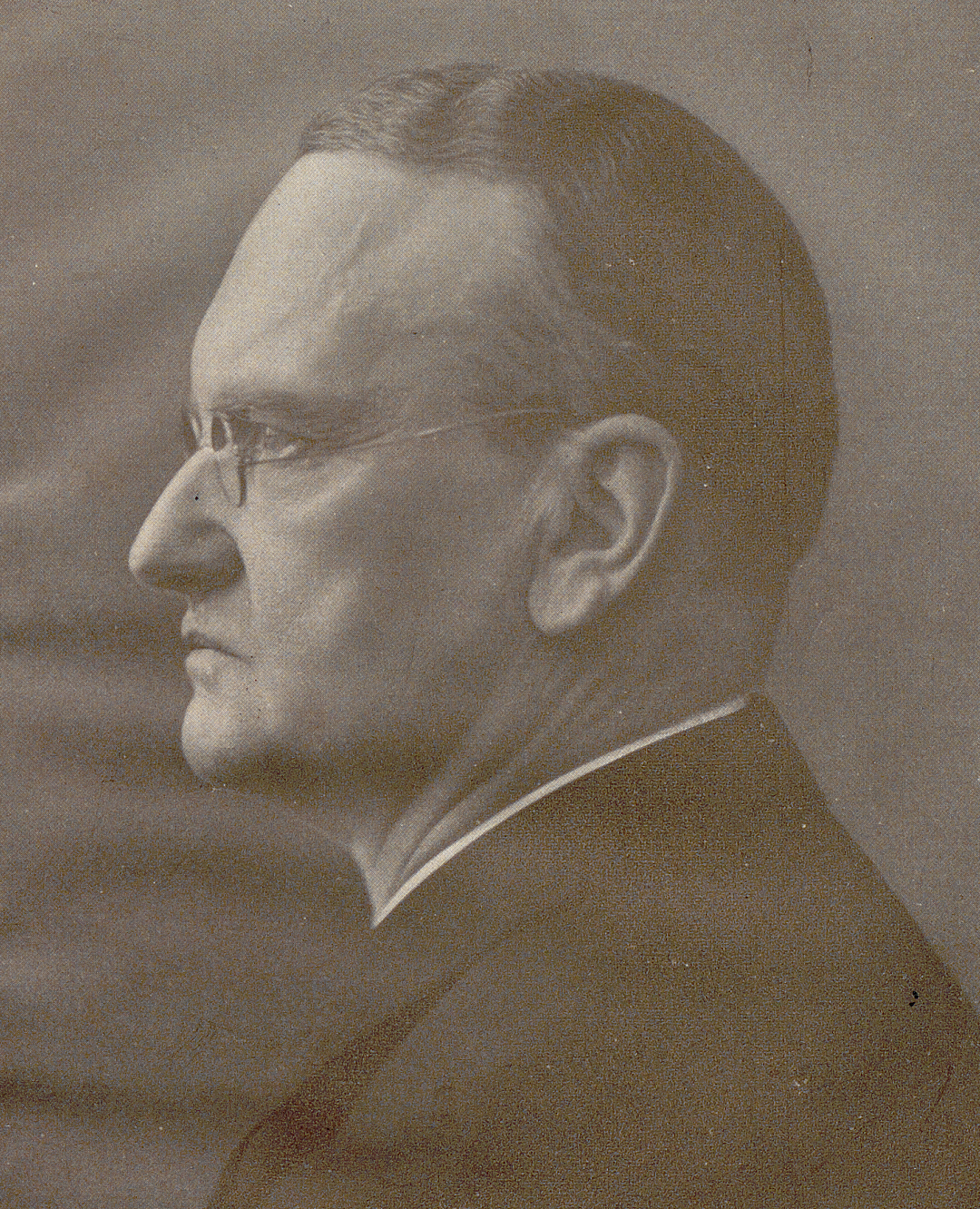
Portrait von Heinrich Vierordt

Heinrich Vierordt (* 1. Oktober 1855 in Karlsruhe; † 17. Juni 1945 in Triberg) war ein deutscher Schriftsteller und badischer Heimatdichter.

## Leben

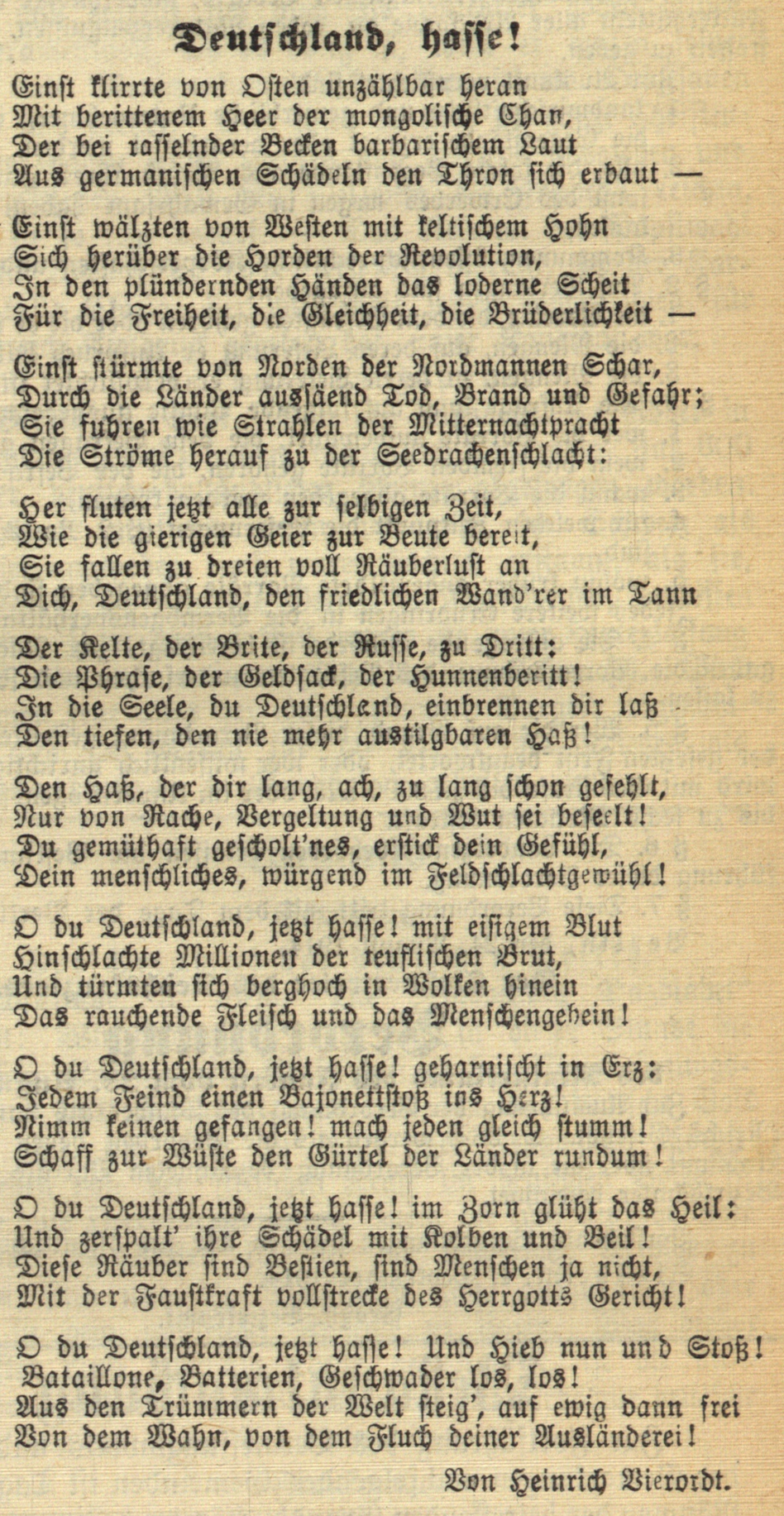
Gedicht "Deutschland, hasse!" von Heinrich Vierordt (1914), abgedruckt in: Der Landbote vom 5. September 1914

Vierordt wurde als ältester von vier Söhnen eines badischen Offiziers 1855 in Karlsruhe geboren. Sein Großvater Heinrich Vierordt (1797–1867) war Bankier und Stifter des Vierordtbades. Vierordt legte nach Stationen in Wertheim, Freiburg, Konstanz und Karlsruhe 1877 sein Abitur ab und absolvierte anschließend einen einjährigen Militärdienst beim Badischen Leib-Grenadier-Regiment Nr. 109 in Karlsruhe und Durlach. Ab 1878 studierte er an den Universitäten Berlin, Leipzig und Heidelberg Germanistik und wurde 1882 an letzterer zum Dr. phil. promoviert. Die wohlhabende finanzielle Lage seiner Familie ermöglichte Vierordt die Tätigkeit als Dichter sowie Studienreisen durch Baden, Deutschland und ins europäische Ausland – unter anderem nach Skandinavien, Frankreich, Italien und Griechenland. Gegenstand seiner Dichtung waren neben Alltagsbegebenheiten und Reiseerlebnissen vor allem idealisierende und sehnsuchtsvolle Verse über seine Heimat Baden und Deutschland, die ganz dem wilhelminischen bürgerlichen Zeitgeist entsprachen, so dass er große Popularität erlangte, und dies obwohl ihm ein „holpriger, oft mittelmäßiger Stil“ zu eigen war. Er pflegte vielfältige Kontakte zu anderen Dichtern seiner Zeit, so zum Beispiel zu Heinrich Hansjakob, Victor von Scheffel und Anton von Werner. 1895 heiratete Vierordt Anna Helbing, mit der er eine Tochter bekam. Zu seinem 50. Geburtstag wurde ihm von Großherzog Friedrich I. der Titel eines Hofrates verliehen. Während der Wirtschaftskrise in den 1920er Jahren verlor Vierordt sein Vermögen und zog sich, auch altersbedingt, mehr und mehr aus der Öffentlichkeit zurück. Die Machtübernahme der Nationalsozialisten begrüßte er dennoch euphorisch. 1942 wurde seine Wohnung bei einem Bombenangriff zerstört und die Familie musste Karlsruhe verlassen. Er starb 1945 in Triberg im Schwarzwald.

Bis 2017 war die Vierordtstraße im Karlsruher Stadtteil Palmbach Heinrich Vierordt gewidmet. Wegen seiner kriegsverherrlichenden Gedichte sowie seiner Sympathie für die nationalsozialistische Diktatur wurde ihm im Sommer 2017 von der Stadt Karlsruhe die Ehrung als Namenspate aberkannt und die Straße seinem Großvater gewidmet. Zu Vierordts bekanntesten Werken gehören das mehrfach vertonte und äußerst populäre Ans Land Baden (1890), An Deutschland (1914), das umstrittene nationalistische Gedicht Deutschland, hasse! (1914) sowie das Badische Heimatbüchlein (1925).

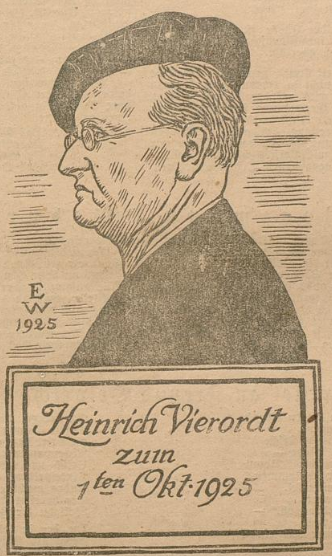
Heinrich Vierordt, gezeichnet von Otto Frommel, 1925

## Werke
- Gedichte, Karlsruhe [1879]
- Die Kranzweihe, Karlsruhe 1881
- Lieder und Balladen, Heidelberg 1881
- Neue Balladen, Heidelberg : Winter 1884
- Akanthusblätter, Heidelberg : Winter 1888
- Vaterlandsgesänge, Heidelberg : Winter 1890
- zusammen mit Leopold Vierordt: Chronik der Familie Vierordt, [ca. 1900]
- Fresken, Heidelberg : Winter 1901
- Gemmen und Pasten, Heidelberg : Winter 1902
- Meilensteine, Heidelberg : Winter 1904
- Kosmoslieder, Heidelberg : Winter 1905
- Deutsche Hobelspäne, Heidelberg : Winter 1909
- Deutsche Ruhmesschilder und Ehrentafeln, Heidelberg : Winter 1914
- Das Büchlein der Träume, Konstanz : Reuß & Itta 1922
- Badisches Heimatbüchlein, Heidelberg : Winter 1925
- Ihr glücklichen Augen!, Osterwieck, Harz : Zickfeldt 1925
- Grotesken, Heidelberg : Winter [1926]
- Sänge der Seele, Heidelberg : Winter 1928
- Das Buch meines Lebens, Bd. 1: Erinnerungen, Stuttgart : Türmer-Verl. Greiner & Pfeiffer 1924
- Das Buch meines Lebens, Bd. 2: Aus dem Schattenspiel meines Lebens, Heidelberg : Winter 1935